# Fort Cigogne
Pour les articles homonymes, voir Cigogne.
Le fort Cigogne est un ancien fort militaire français situé sur l'île Cigogne dans l'archipel des Glénan, dans le Finistère. Propriété de l'État, inscrit au titre des monuments historiques le 17 juillet 2009, il est aujourd'hui loué à l'école de voile Les Glénans. Une tour sert aussi d'amer.

## Histoire

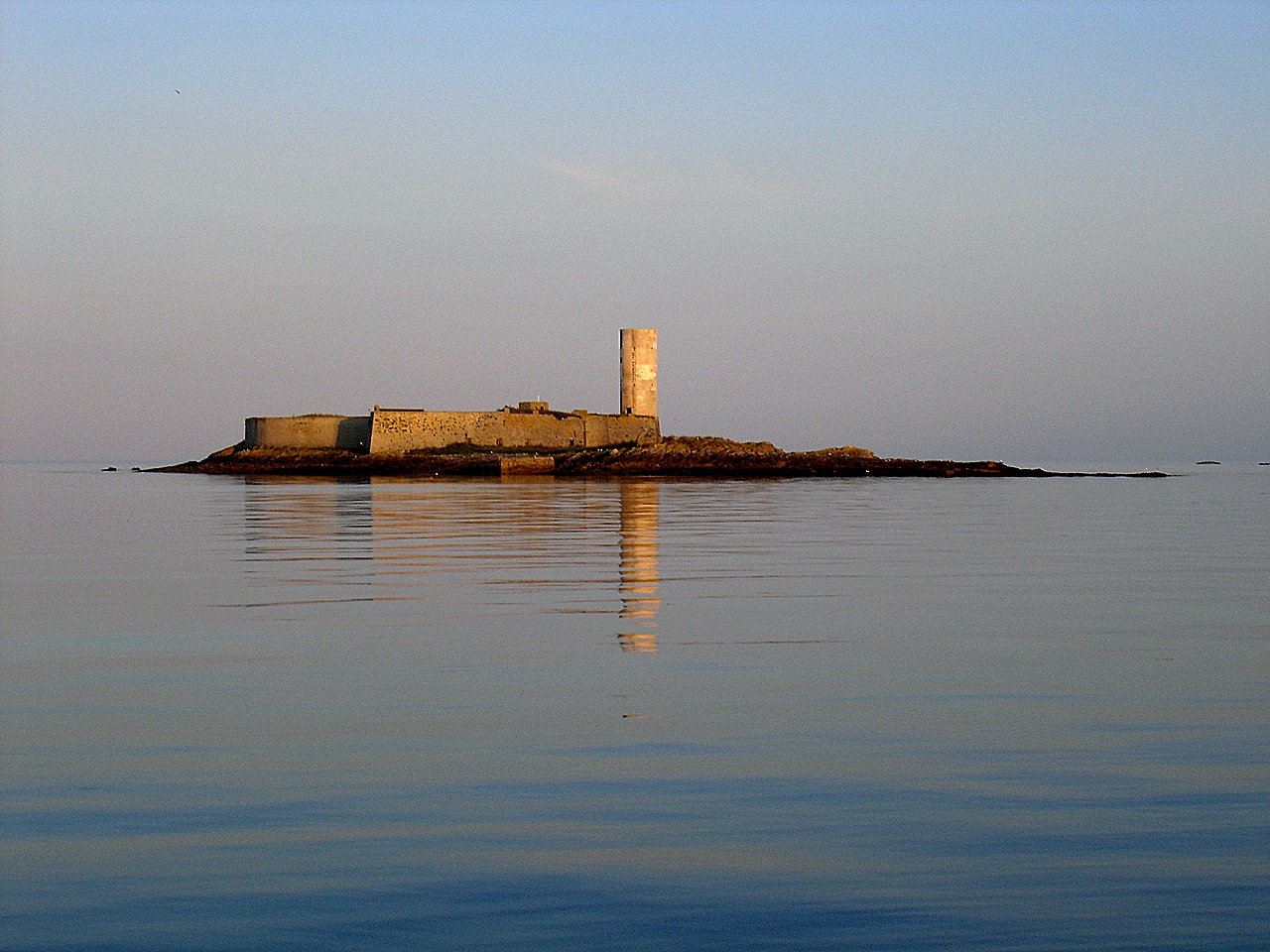
Le fort Cigogne et sa tour-amer.

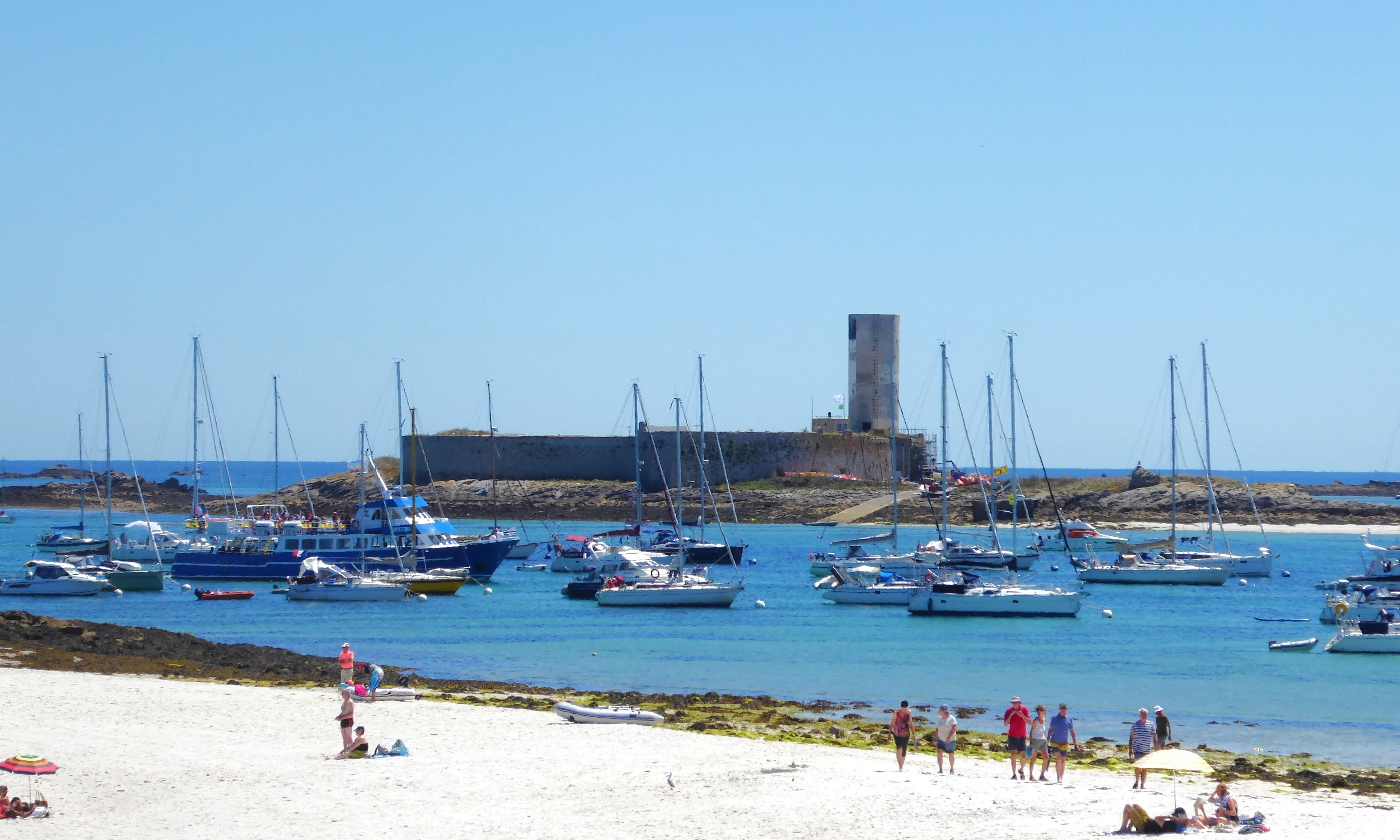
Le fort Cigogne.

Le fort Cigogne est construit bien après la demande du maréchal de Montesquiou en 1717, soucieux de contrer l'occupation de l'archipel des Glénan par les corsaires anglais et hollandais. Après un premier projet resté sans suite, le duc d'Aiguillon ordonne la construction d'un ouvrage défensif. Le fort commence à être bâti en 1756, sur un léger relief naturel couvrant la moitié est de l'île et qui constitue le point plus haut de toutes les îles de l'archipel. Le plan est une combinaison de deux bastions, l'un offrant une façade concave à l'ouest et l'autre une façade convexe au sud. Les fronts nord et est sont constitués en symétrie par des remparts non bastionnés. L'angle sud-est est quant à lui flanqué par une tour qui abritait les latrines. Les remparts en granit présentent des façades de sept mètres de hauteur dont initialement rien n'émergeait. Les bastions ouest et sud sont constitués de larges boulevards d'artillerie avec parapet et de casemates voûtées, équipées pour la plupart de baies de tir vers l'extérieur. 
Le fort logea jusqu’à quatre-vingts soldats. En dehors des combats, les casemates servaient de casernements ; elles seront complétées par un hôpital.
Jamais terminé, Cigogne fut surnommé « Le fort inutile », n’empêchant pas les corsaires anglais de s’installer aux Glénan, de piller les navires marchands et de participer au blocus continental, durant les guerres de la Révolution et de l’Empire.
Les corsaires cesseront toutefois de mouiller dans la « chambre » entre les îles Cigogne et Saint-Nicolas et se positionneront près de l'île de Penfret ou de l'île aux Moutons plus au Nord, hors de portée des canons du fort.
Tout au long du XIXe siècle, différentes campagnes de travaux sont menées pour tenter d'achever la construction du fort tout en l'adaptant à l'évolution de l'artillerie, en renforçant la sécurité et en améliorant les conditions de vie de la garnison. Ainsi l'entrée ouest est défendue par un fossé et un pont-levis surmonté d'une bretèche, une terrasse d'artillerie est aménagée sur un relief naturel à l'Est, des plateformes d'artillerie dallées sont installées, un puits et une citerne souterraine voûtée sont construits.
Le fort est déclassé par la Marine Nationale en 1899. Il est alors affecté au Collège de France et sert de station météo et de poste d'observatoire ornithologique pour le laboratoire de biologie marine de Concarneau. À cette occasion est construit un petit édicule maçonné sur le rempart Ouest, qui sert aujourd'hui de quart.
En 1914-1918, pendant la Première Guerre mondiale, des Concarnois occupent le fort. En 1940-1945, une petite garnison allemande occupe le fort.
Depuis 1911, une tour de 20 m surmonte le rempart sud. Elle permettait à la Marine nationale de réaliser des essais de vitesse des bateaux à vapeur jusqu’à l’ile de Groix. Elle sert aujourd'hui d'amer aux nombreux plaisanciers qui font escale dans l'archipel.
L'île a aussi abrité, entre 1891 et 1930, un observatoire météo installé par le laboratoire de biologie marine de Concarneau. 
Depuis 1967, le fort Cigogne est utilisé par les stagiaires du centre nautique Les Glénans qui en est locataire, tout en servant aussi jusqu'en 1974 de logement saisonnier pour des marins-pêcheurs. En 2013, le fort est classé Monument historique. En 2016, le Conservatoire du Littoral devient affectataire de l'île et du fort qui renouvelle le bail à l'école de voile.
En 2018, l'édifice est sélectionné comme un des 18 projets emblématiques de l'édition annuel du loto du patrimoine. Cela permet de lancer des travaux de restauration et de réaménagement du fort qui s'achèvent en 2024. 